# الفساد في النمسا

النمسا لديها نظام مؤسسي وقانوني متطور، ومعظم قضايا الفساد قيد التحقيق من قبل لجنة برلمانية تنتهي بالمحاكمات القضائية والأحكام الفعالة. ومع ذلك، هناك العديد من قضايا الفساد النمساوية الهامة التي حدثت خلال العقد الماضي والتي تورط فيها مسؤولون من الأرض ومسؤولون إقليميون, ومسؤولون حكوميون رفيعو المستوى، والحكومة المركزية، وفي حالة واحدة, المستشار السابق.
في معظم الحالات، كانت الممارسات الفاسدة مرتبطة بتضارب المصالح وإساءة استخدام المنصب وغسيل الأموال واستغلال النفوذ. أثارت فضائح الفساد الشكوك حول المعايير الأخلاقية للنخبة السياسية. ينعكس هذا الشك في نتائج يوروباروميتر 2012, حيث يرى ثلثا المستجيبين أن السياسيين الوطنيين فاسدون وأيضًا المؤسسة الأكثر فسادًا في النمسا.
يصنف مؤشر مدركات الفساد لعام 2017 الصادر عن منظمة الشفافية الدولية الدولة في المرتبة 16 من أصل 180.

## المدى
وفقًا لعدة مصادر، لا يعتبر الفساد مشكلة لممارسة الأعمال التجارية في النمسا. وفقًا لتقرير مناخ الاستثمار 2013 الصادر عن وزارة الخارجية الأمريكية 2013, لا يعتبر الفساد مشكلة خطيرة تعيق الأعمال التجارية في النمسا. يشير تقرير التنافسية العالمية 2013-2014 الصادر عن المنتدى الاقتصادي العالمي إلى أنه من غير المألوف للشركات أن تسدد مدفوعات غير منتظمة أو رشاوى تتعلق بالواردات والصادرات والمرافق العامة ومدفوعات الضرائب السنوية ومنح العقود والتراخيص العامة. علاوة على ذلك، يُصنف الفساد على أنه العامل الثاني عشر الأكثر إشكالية لممارسة الأعمال التجارية في النمسا.
وفقًا لتقرير التنافسية العالمية 2013-2014, فإن المحسوبية بين المسؤولين الحكوميين تجاه الشركات والأفراد المرتبطين جيدًا هي عيب تنافسي للبلد. وفقًا لتحديد وتقليل الفساد في المشتريات العامة في الاتحاد الأوروبي 2013, يفتقر المسؤولون المشاركون في المشتريات العامة إلى فحص الفساد الفعال.

## روابط خارجية
- ملف الفساد النمساوي من بوابة مكافحة الفساد في قطاع الأعمال